# Molophilus antares
Molophilus antares är en tvåvingeart som beskrevs av Alexander 1932. Molophilus antares ingår i släktet Molophilus och familjen småharkrankar. Inga underarter finns listade i Catalogue of Life.